# 宽壳全海笋
宽壳全海笋（学名：Barnea dilatata），又名海茸或海茸貝，是海螂目鸥蛤科全海笋属的一种。主要分布于韩国、日本九州、南海、中国大陆、台湾，常栖息在潮间带下区及低潮线以下很软的软泥底质中，河口附近的软泥滩分布尤多。
由於本物種有粗大的虹吸管，當兩殼展開之後，其外型好像牛的陰莖，在日本和韓國都有特定的食客群。在日本的福冈县、佐贺县等，會将其虹吸管切成片，当做生鱼片吃，也可炒，晒干后略烤，用酒糟腌制等吃法。